# トーマス・J・ワトソン研究所

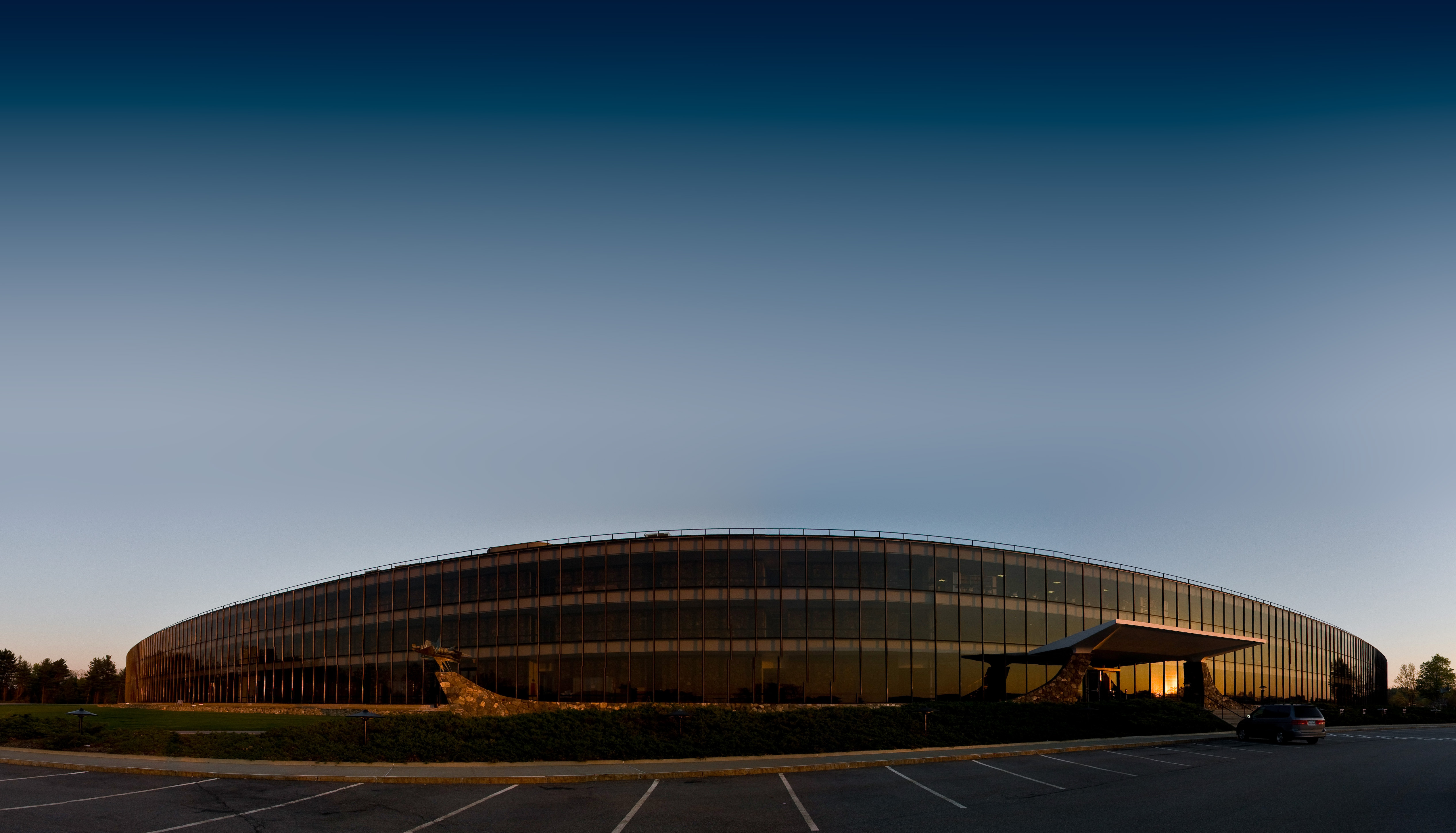
ワトソン研究所

トーマス・J・ワトソン研究所（トーマス・ジェイ・ワトソンけんきゅうじょ、Thomas J. Watson Research Center）は、IBMの研究部門の本部である。研究所の名称は、1915年から1971年までIBMを社長・CEOとして率いていた、トーマス・J ・ワトソン・シニアとその息子トーマス・J ・ワトソン・ジュニアの名前に因んだものである。
この研究所は二つの敷地に分かれて建っており、主要な研究所はニューヨーク市から北へ70kmほどに位置するニューヨーク州ヨークタウン・ハイツ（Yorktown Heights）にある。他はマサチューセッツ州ケンブリッジ（Cambridge）に位置している。
ここでの研究内容は、人工知能、物理学や半導体技術などコンピュータ・ハードウェアに関するもの、ビジネスモデルやコンサルティング、経営などサービス業に関する研究、プログラミング言語やセキュリティ、データ管理などといったソフトウェアに関連するもの、OSやサーバといったシステム関連の研究と、多岐にわたる。
トーマス・J・ワトソン研究所は1945年、ニューヨーク市にあるコロンビア大学のウォーレス・ジョン・エッカートの研究室にIBMが出資し、ワトソン科学計算研究所（Watson Scientific Computing Laboratory）としたのに始まる。この施設は1953年に拡張され、1957年にはヨークタウンハイツに本部を移転し、1961年にはEero Saarinenによる設計の新しい研究所が完成した。1945年以来の施設は1970年に閉鎖、後にこの建物はコロンビア大学に譲渡され、現在ではCasa Hispanica（ヒスパニックの家の意）とワトソン・ホールとして知られている。更に1984年にはホーソンにも施設が拡張された。
この研究所で働いた著名な研究者には、数学者のブノワ・マンデルブロ、グレゴリー・チャイティン、Shmuel Winograd、物理学者の江崎玲於奈、発明家のRobert Dennard、コンピューター学者のジョン・コック、Stuart Feldman 、Irene Greifらがいる。

## 施設

### ヨークタウン・ハイツ
ヨークタウン・ハイツの研究所は私有地に建てられており、通常一般人は入ることができない。建物は巨大な三日月型をした三階建てのビルで、内部に40もの廊下をもつ。一階は三日月の先端部分が半地下室になっており、その先は職員向けの駐車場になっている。建物の正面入り口には巨大な突起物が突き出ており、入り口正面には来訪者向けの駐車場がある。ビルの内部には図書館の他、カフェテリアも設けられている。

### ケンブリッジ
ケンブリッジの施設はかつてIBMのロータス・ソフトウェア開発部門が置かれていた施設を利用している。ここではXMLに関する技術などが研究されている。現在は、MIT と IBM Researchの共同研究所である MIT-IBM Watson AI Lab の拠点でもある。

### ホーソン
ホーソンの施設はスカイライン・ドライブと呼ばれる産業地区に、いくつかの地元企業とともに入居している。ここの研究施設はミラーガラスと巨大な青い柱という外見上の大きな特徴があるため、容易に見分けることができる。ニューヨーク市から北に40kmの位置にあり、ヨークタウン・ハイツのそれと比べれば小規模な施設である。ここではソフトウェア及びサービス業に関する研究が行われており、化学や物理学、半導体技術の研究を中心とするヨークタウン・ハイツの施設とは研究内容に差が見られる。ビル内には図書館、カフェテリアに加えプレゼンテーション・センターも置かれている。このビルのデザインはMichael Harris Spectorによるもので、開館は1984年である。2020年現在において、ホーソンは閉鎖となっている。